# 桂笹丸
桂 笹丸(かつら ささまる、1989年7月1日 - ）は、東京都昭島市出身の落語家。本名は小川 夢貴。落語芸術協会所属の二ツ目。桂竹丸の二番弟子。

## 来歴
東京経済大学卒業。大学時代は公認会計士を目指していた。
2014年3月に桂竹丸に入門、「桂竹わ」となる。2018年5月に春風亭昇市と共に二ツ目に昇進、「桂笹丸」に改名。師匠竹丸の竹を冠に、出世の世を下につけて笹丸となった。同期に春風亭橋蔵、兄弟弟子に芸協カデンツァの桂竹千代、桂竹紋がいる。
他業種グループ、音詞噺のメンバー。

## 人物
ほぼ毎日お客の前で演じることを心がけている。
ポケモン、ヒップホップ、特撮ヒーロー、散歩が趣味。師匠竹丸のラジオでラップを披露したこともある。
ラッパー狐火の長年のファンであり親交が深い。
妻の妹（義妹）がタレント・元グラビアアイドルの江藤菜摘であり、2023年には笹丸の初心者向け落語会に「聞き役」として江藤も出演している。江藤の夫であるラッパーのR-指定とは、何度も顔を合わせているがヒップホップ好きな笹丸は「未だに緊張して、まともに話せていない」と兄弟子の桂竹千代のYouTubeで語っている。